# Valozjynka
Valozjynka (vitryska: Валожынка) är ett vattendrag i Belarus. Det ligger i den nordvästra delen av landet, 80 km väster om huvudstaden Minsk.
I omgivningarna runt Valozjynka växer i huvudsak blandskog. Runt Valozjynka är det glesbefolkat, med 19 invånare per kvadratkilometer.